# Sudamérica Rugby
Sudamérica Rugby (invariato sia in portoghese che in spagnolo) è l’organo di governo del rugby a 15 in America centrale e meridionale.
Nato nel 1988 ad Asunción con il nome di Confederazione Sudamericana di Rugby per iniziativa delle federazioni rugbistiche di Argentina, Brasile, Cile, Paraguay e Uruguay, assunse da tale data la gestione diretta del campionato sudamericano, torneo continentale periodicamente in calendario dal 1951.
Nel 1999, con l’ammissione della quasi totalità dei propri affiliati nell’International Rugby Football Board e il distacco di quelli non europei per assorbimento nelle varie associazioni continentali via via formatesi, la CONSUR divenne il ramo sudamericano dell'IRFB, incarico che tuttora svolge.
La sua sede è a Buenos Aires, in Argentina, e il suo presidente è, dal marzo 2018, l'uruguaiano Sebastián Piñeyrúa.

## Storia
L'idea di un organismo comune di collegamento tra le maggiori federazioni sudamericane era stata già presentata a inizio anni ottanta durante una riunione dei responsabili a un torneo giovanile a Montevideo e, successivamente, formalizzata a ottobre 1987 a latere del XV campionato sudamericano per poi venire approvata definitivamente un anno più tardi, il 14 ottobre 1988 ad Asunción (Paraguay) dai presidenti di cinque federazioni, Argentina, Brasile, Cile, lo stesso Paraguay e Uruguay, che diedero vita alla Confederación Sudamericana de Rugby (in portoghese Confederação Sul-Americana de Rugby), abbreviata in CONSUR o ConSuR, la cui prima riunione ufficiale fu convocata per il gennaio successivo a Montevideo.
La nuova confederazione nacque «per formalizzare qualcosa già di fatto esistente», ovvero l'accordo tra le union del continente per lo sviluppo comune della pratica e delle competizioni senza incidere sull'autonomia dei singoli Paesi, come ribadì la federazione argentina (all'epoca, per esempio, già membro effettivo di International Rugby Football Board e F.I.R.A.).
La neonata confederazione prese in gestione sia il campionato sudamericano che, successivamente, l'organizzazione della zona sudamericana di qualificazione alla Coppa del Mondo.
Nel 1999 la F.I.R.A. fu integrata nell'International Rugby Football Board e cessò di essere un'organizzazione mondiale; questo comportò la disaffiliazione di tutte le federazioni extraeuropee da tale organismo e la regionalizzazione della CONSUR come ramo sudamericano della federazione mondiale.
Il 6 giugno 2015, durante l'assemblea generale di Buenos Aires, CONSUR formalizzò il proprio cambio di nome in Sudamérica Rugby per uniformarsi alla nomenclatura adottata da World Rugby e altre associazioni continentali (come la stessa F.I.R.A., che era diventata Rugby Europe).
Contemporaneamente fu bandito un concorso per il nuovo logo della confederazione, che fu vinto dagli argentini Franco e Daniel Boccardo, che proposero un simbolo a forma di palla ovale striato di tutti i colori delle bandiere nazionali del Sudamerica.
I criteri di selezione della governance di Sudamérica Rugby prevedono che la federazione le cui selezioni abbiano il ranking World Rugby più alto ha diritto di proporre il presidente dell'organismo, mentre la seconda e terza in tale classifica possono proporre rispettivamente i due vicepresidenti, quello dei quali con funzione vicaria a cura della seconda; in ragione di ciò i presidenti di Consur prima e di Sudamérica Rugby poi sono sempre stati argentini ma, nel 2018, la federazione argentina propose per la massima carica l'uruguaiano Sebastián Piñeyrúa, che fu quindi eletto per il biennio 2018-2019.

## Competizioni
A livello maschile seniores, Sudamérica Rugby organizza il Sudamericano (o Campionato Sudamericano), torneo di rugby a 15 nato nel 1951 a latere dei I Giochi Panamericani di Buenos Aires.
Dalla seconda edizione del 1958 fino alla nascita della Consur il torneo fu organizzato a cura della federazione del Paese ospitante.
Stesso torneo, articolato su tre livelli, è organizzato a livello juniores (Under-20), mentre invece nel rugby a 7 si tengono i tornei maschili (SAR Seven) e femminili (SAR Seven femenino) che fungono anche, quando necessario, alla qualificazione olimpica.
Sudamérica Rugby è, inoltre, membro della PARA (Associazione Panamericana di Rugby) che comprende le due confederazioni del continente americano (l'altra è Rugby Americas North) e organizza l'Americas Rugby Championship, campionato panamericano tra squadre delle due regioni continentali.
Dal 2019 anche Sudamérica rugby organizza un torneo seniores femminile per la qualificazione alla Coppa del Mondo femminile: le prime partecipanti furono le nazionali di Colombia, esordiente assoluta, e Brasile, al suo primo incontro dopo 11 anni.

## Federazioni associate
Federazioni rugbistiche affiliate o associate a Sudamérica Rugby al 31 maggio 2019.
In grassetto le federazioni fondatrici.
In corsivo quelle affiliate a Sudamérica Rugby ma non a World Rugby.
Gli anni tra parentesi sono relativi all'affiliazione a World Rugby.
- Argentina (1987)
- Bolivia
- Brasile (1995)
- Cile (1991)
- Colombia (1999)
- Costa Rica (2014)
- Ecuador
- Honduras[10]
- Guatemala[11]
- Nicaragua[10]
- Panama
- Paraguay (1989)
- Perù (1999)
- El Salvador
- Uruguay (1989)
- Venezuela (1998)